# Informe de un día
«Informe de un día» es una canción del grupo de rock argentino Manal. Es la última de su homónimo álbum editado en 1970.

## Composición
El vocalista y baterista del conjunto, Javier Martínez, dice haber compuesto "Informe de un Día" en la casa de Pipo Lernoud, luego de llevar dos días sin dormir. La temática de la letra tiene connotaciones existencialistas, además de hablar sobre la rutina del hombre como del intento de escarparse de la misma.
La parte "A" (16 compases) explota la sonoridad bluesy de la cadencia formada por los acordes E7(#9) y F#7(#9); la parte "B" (8 compases) transita grados del intercambio modal. El arreglo fusiona elementos de rock duro y blues con un tratamiento rítmico propio del jazz. La base es llevada por la batería tocando en swing, acompañada por una típica línea de bajo walking, pero con sonido distorsionado. La guitarra también utiliza un timbre distorsionado, tocando notas prolongadas y haciendo uso del feed back (acople). El solo se inicia con una sección free, en la que hacen contrapunto batería y bajo sobre un tempo tácito, entrando luego el solo de guitarra sobre el ritmo ya restablecido de la base. Martínez lleva la voz líder, apoyado en los coros de los estribillos por Medina.

## Grabación
Al igual que las otras canciones del álbum Manal, "Informe de un día" se grabó en 1970 en los Estudios TNT, ubicados en la calle Moreno casi Avenida 9 de julio. El técnico de grabación fue Tim Croatto, exmiembro de Los TNT. La grabación de la canción contó con: Javier Martínez en batería y voz, Claudio Gabis en guitarra eléctrica, y Alejandro Medina en bajo eléctrico, órgano Hammond y voz. Medina usó un distorsionador en su bajo para lograr un timbre distinto.

Como nosotros éramos expertos músicos, nos pasábamos horas y horas ensayando. Grabábamos y después escuchábamos todo. Tenía que salir como nosotros queríamos porque los técnicos en realidad no entendían mucho. Por ejemplo en "Informe de un Día" le puse un distosionador al bajo y me mandé un solo.
Alejandro Medina.

## Publicaciones
"Informe de un día" fue publicada en el aclamado álbum Manal de 1970, poco después apareció en el álbum doble compilatorio Manal de 1973. Una versión fue registrada en vivo y grabada en En vivo en el Roxy de 1995, pero sin Claudio Gabis. En Vivo en Red House de 2016 apareció la única versión de la canción en vivo interpretada por sus tres integrantes originales, grabada en 2014.

## Créditos
Manal
- Javier Martínez: voz y batería
- Claudio Gabis: guitarra eléctrica y órgano Hammond
- Alejandro Medina: bajo eléctrico y voz

Otros
- Jorge Álvarez y Pedro Pujo: productores
- Salvador y Tim Croatto: técnicos en grabación